# Парадела, Хосе
Хосе Антонио Парадела (исп. Agustín Palavecino; род. 15 декабря 1998, Буэнос-Айрес) — аргентинский футболист, полузащитник клуба «Ривер Плейт».

## Клубная карьера
Парадела — воспитанник клуба «Атлетико Кирога». В 2016 году он подписал контракт с «Ривадавия Линкольн», в составе которого выступал в низших дивизионах Аргентины. Летом 2018 года Парадела перешёл в «Химнасию Ла-Плата». 3 декабря в матче против «Ривер Плейта» он дебютировал в аргентинской Примере. В начале 2021 года Пардела подписал контракт с «Ривер Плейт». Сумма трансфера составила 2,1 млн. евро. 28 февраля в матче против «Платенсе» он дебютировал за новую команду. 17 апреля в поединке против «Сентраль Кордова» Хосе забил свой первый гол за «Ривер Плейт». В своём дебютном сезоне он помог команде выиграть чемпионат.

## Достижения
Командные
 «Ривер Плейт»
- Победитель аргентинской Примеры — Апертура 2021